# A.C. Milan w sezonie 1918/1919

Klubowe barwy Milanu

Osiągnięcia piłkarskiego zespołu A.C. Milan w sezonie 1918/1919.

## Osiągnięcia
Brak startów w oficjalnych rozgrywkach, Milan wystartował i zajął 2. miejsce w Regionalnych Mistrzostwach Lombardii.

## Podstawowe dane
- Oficjalna nazwa klubu: Milan Cricket and Foot-Ball Club;  Milan Football Club (od 23 marca 1919)
- Siedziba klubu: Birreria Colombo, Via U. Foscolo 2
- Boisko: Velodromo Sempione
- Prezes klubu:  Piero Pirelli I
- Trener zespołu: Komisja Techniczna (Attilio Colombo, Carlo Colombo, Innocente Corti)
- Kapitan drużyny:  Aldo Cevenini I